# Natação no Campeonato Mundial de Esportes Aquáticos de 2024 - 1500 m livre feminino

A prova dos 1500 metros livre feminino da natação no Campeonato Mundial de Esportes Aquáticos de 2024 foi realizada nos dias 12 e 13 de fevereiro de 2024 em Doha, no Catar.

## Formato da competição
A competição consiste em duas rodadas: eliminatórias e final. As nadadoras com as 8 melhores tempos nas baterias preliminares avançam a final. Desempates (swim-offs) são utilizados conforme necessário para quebrar os empates de avanço a próxima rodada.

## Cronograma
Todos os horários estão na hora local (UTC+3).
| Data            | Hora  | Evento        |
| --------------- | ----- | ------------- |
| 12 de fevereiro | 10:46 | Eliminatórias |
| 13 de fevereiro | 19:10 | Final         |

## Recordes
Antes desta competição, os recordes mundiais e do campeonato nesta prova eram os seguintes:
| Tipo                  | Atleta        | Tempo      | Local        | Data                |
| --------------------- | ------------- | ---------- | ------------ | ------------------- |
|                       | Katie Ledecky | 15m 20s 48 | Indianápolis | 16 de maio de 2018  |
| Recorde do campeonato | Katie Ledecky | 15m 25s 48 | Cazã         | 4 de agosto de 2015 |

## Medalhistas
| Ouro                       | Prata              | Bronze                 |
| Simona Quadarella · Itália | Li Bingjie · China | Isabel Gose · Alemanha |

## Resultados

### Eliminatórias
Esses foram os resultados das eliminatórias. A prova foi realizada no dia 12 de fevereiro com início às 10:46.
| Pos. | Bateria | Raia | Nadadora                 | Nacionalidade  | Tempo    | Notas |
| ---- | ------- | ---- | ------------------------ | -------------- | -------- | ----- |
| 1    | 3       | 4    | Simona Quadarella        | Itália         | 16:02.96 | Q     |
| 2    | 3       | 5    | Isabel Gose              | Alemanha       | 16:10.60 | Q     |
| 3    | 2       | 5    | Li Bingjie               | China          | 16:13.61 | Q     |
| 4    | 2       | 3    | Maddy Gough              | Austrália      | 16:14.48 | Q     |
| 5    | 2       | 4    | Anastasiia Kirpichnikova | França         | 16:14.76 | Q     |
| 6    | 2       | 6    | Yang Peiqi               | China          | 16:14.85 | Q     |
| 7    | 2       | 2    | Eve Thomas               | Nova Zelândia  | 16:16.43 | Q     |
| 8    | 3       | 2    | Kristel Kobrich          | Chile          | 16:16.62 | Q     |
| 9    | 3       | 6    | Kate Hurst               | Estados Unidos | 16:17.83 |       |
| 10   | 2       | 1    | Caitlin Deans            | Nova Zelândia  | 16:17.98 |       |
| 11   | 3       | 7    | Agostina Hein            | Argentina      | 16:21.68 |       |
| 12   | 3       | 3    | Beatriz Dizotti          | Brasil         | 16:25.90 |       |
| 13   | 3       | 0    | Ichika Kajimoto          | Japão          | 16:27.96 |       |
| 14   | 3       | 8    | Gan Ching Hwee           | Singapura      | 16:29.74 |       |
| 15   | 2       | 7    | Tamila Holub             | Portugal       | 16:31.64 |       |
| 16   | 2       | 0    | Ajna Késely              | Hungria        | 16:34.84 |       |
| 17   | 3       | 1    | Kayla Han                | Estados Unidos | 16:35.02 |       |
| 18   | 1       | 4    | Stephanie Houtman        | África do Sul  | 16:35.39 |       |
| 19   | 2       | 8    | Alisee Pisane            | Bélgica        | 16:37.91 |       |
| 20   | 3       | 9    | Imani de Jong            | Países Baixos  | 16:43.55 |       |
| 21   | 2       | 9    | Lucie Hanquet            | Bélgica        | 16:48.23 |       |
| 22   | 1       | 5    | Nip Tsz Yin              | Hong Kong      | 17:04.85 |       |
| 23   | 1       | 3    | Malak Meqdar             | Marrocos       | 18:06.86 |       |

### Final
A final foi realizada em 13 de fevereiro às 19:10.
| Pos.              | Raia | Nadadora                 | Nacionalidade | Tempo    | Notas |
| ----------------- | ---- | ------------------------ | ------------- | -------- | ----- |
| Medalha de ouro   | 4    | Simona Quadarella        | Itália        | 15:46.99 |       |
| Medalha de prata  | 3    | Li Bingjie               | China         | 15:56.62 |       |
| Medalha de bronze | 5    | Isabel Gose              | Alemanha      | 15:57.55 |       |
| 4                 | 1    | Eve Thomas               | Nova Zelândia | 16:09.43 |       |
| 5                 | 2    | Anastasiia Kirpichnikova | França        | 16:12.98 |       |
| 6                 | 7    | Yang Peiqi               | China         | 16:13.08 |       |
| 7                 | 6    | Maddy Gough              | Austrália     | 16:16.85 |       |
| 8                 | 8    | Kristel Kobrich          | Chile         | 16:18.90 |       |

Legenda
| Recorde mundial       | Recorde mundial (World record)               |                       | Recorde africano                      | Recorde africano (African) |                                           | Q | Classificado por posição (Qualified) |
| Recorde do campeonato | Recorde do campeonato (Championship record)  | Recorde da América    | Recorde da América (Americas)         | q                          | Classificado por melhor tempo (Qualified) |   |                                      |
| Melhor marca do ano   | Melhor marca do ano (World leading)          | Recorde asiático      | Recorde asiático (Asian)              | DNS                        | Não largou (Did not start)                |   |                                      |
| Recorde nacional      | Recorde nacional (National record)           | Recorde europeu       | Recorde europeu (European)            | DNF                        | Não terminou (Did not finish)             |   |                                      |
| Recorde pessoal       | Recorde pessoal do atleta (Personal best)    | Recorde da Oceania    | Recorde da Oceania (Oceania)          | DSQ / DQ                   | Desclassificado (Disqualified)            |   |                                      |
| Recorde da temporada  | Recorde da temporada do atleta (Season best) | Recorde sul-americano | Recorde sul-americano (South America) | NM                         | Sem marca (No mark)                       |   |                                      |